# 더 휘슬러스
더 휘슬러스(La Gomera, The Whistlers)는 독일에서 제작된 코르넬리우 포룸보이우 감독의 2019년 코미디, 범죄 영화이다. 블라드 이바노브 등이 주연으로 출연하였다.

## 출연

### 주연
- 블라드 이바노브
- 카트리넬 말론